# Surface Book
La Surface Book és un portàtil convertible amb Windows 10 dissenyat i produït per Microsoft. Es va donar a conèixer el 6 d'octubre de 2015, és part de la família de dispositius Microsoft Surface. La Surface Book es distingeix principalment pel disseny de la base de teclat, que compta amb un "frontissa dinàmica com punt de suport" que s'expandeix a mesura que s'obre, així com una bateria secundària i una GPU que s'utilitzen mentre està acoblat.

## Especificacions
Igual que amb altres dispositius Surface, la Surface Book consisteix en una tauleta de 13,5 polzades, resolució de pantalla de 3000x2000, i un accessori de teclat que li permet funcionar de manera similar a un ordinador portàtil tradicional; ambdós components es construeixen a partir de magnesi mecanitzat. A diferència dels models anteriors de Surface, així com la Surface Pro 4, la Surface Book utilitza a la base de teclat una "frontissa amb punt de suport dinàmic", que es comprimeix quan es tanca, i s'expandeix cap a l'exterior quan s'obre. El disseny de la frontissa permet que la part de la tauleta que se celebrarà en un angle semblant a una pantalla d'ordinador portàtil tradicional sense l'ús d'una pota de cabra, i augmenta l'espai físic entre el moll i la tauleta. La tauleta es connecta a la base de teclat a través de clips que s'adhereixen a un sèrie de panys de "filferro muscular"; la tauleta pot ser desacoblat prement un botó d'alliberament.
Els components de la CPU i altres sistemes es troben dins de la porció de la tauleta, mentre que els recursos de teclat disponibles quan s'acobla, incloent un multitouch trackpad de vidre, una bateria secundària més gran, així com un dedicat GPU Nvidia en alguns models, dos ports USB 3.0 i una ranura per a targetes SD. La pantalla de la tauleta també es pot fixar en "mode dibuix", on la pantalla s'enfronta cap a l'exterior quan es plega per permetre l'accés als recursos de la base de teclat, sense deixar d'utilitzar el dispositiu com un tauleta. Quan després de la base de teclat, la tauleta utilitza els gràfics integrats en el seu lloc.
Surface Book models són alimentats per 6a generació de processadors Intel Core, incloent opcions amb processadors i5 i i7, gràfics Nvidia GeForce, i fins a 16 GB de RAM i 1 TB d'emmagatzematge.

## Cronologia
Font: Microsoft Devices Blog